# Ссам
Ссам (쌈, що означає «загорнуте») — страва в корейській кухні, в якій листові овочі обгортають м'ясо чи іншу начинку До нього часто додається приправа у вигляді сирого або вареного часнику, цибулі, зеленого перцю або кімчі. Ссам зазвичай має невеликий розмір щоб повністю поміститися в рот.

## Історія
Згідно зі книгою звичаїв Донггуксесігі, ссам їли жінки епохи Корьо, які були служницями або придворними дамами монгольської династії Юань, а до кінця епохи Чосон ссам перетворився на сезонну страву. 
Ссам подають в корейських ресторанах по всьому світу.

## Варіації
Для ссаму беруть різні овочі: салат, капуста, листя квасолі та листя гарбуза, які використовуються або в сирому, або в бланшованому вигляді. Також використовуються морські водорості. Начинкою можуть бути яловичий язик, ікра, свинина, молюски або морські огірки.
- Ссамбап — різновид страви в яку включається рис.[3]

## Галерея

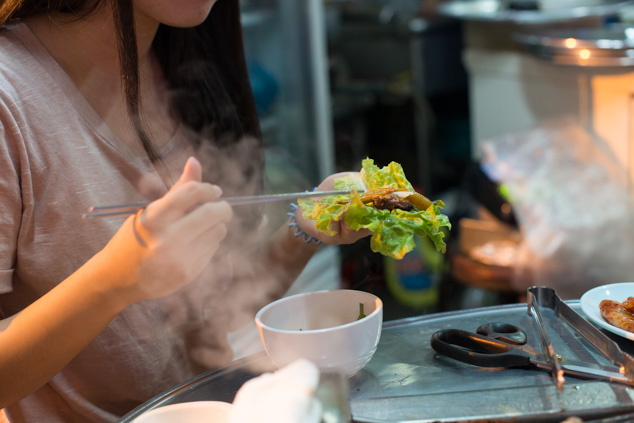
Приготування
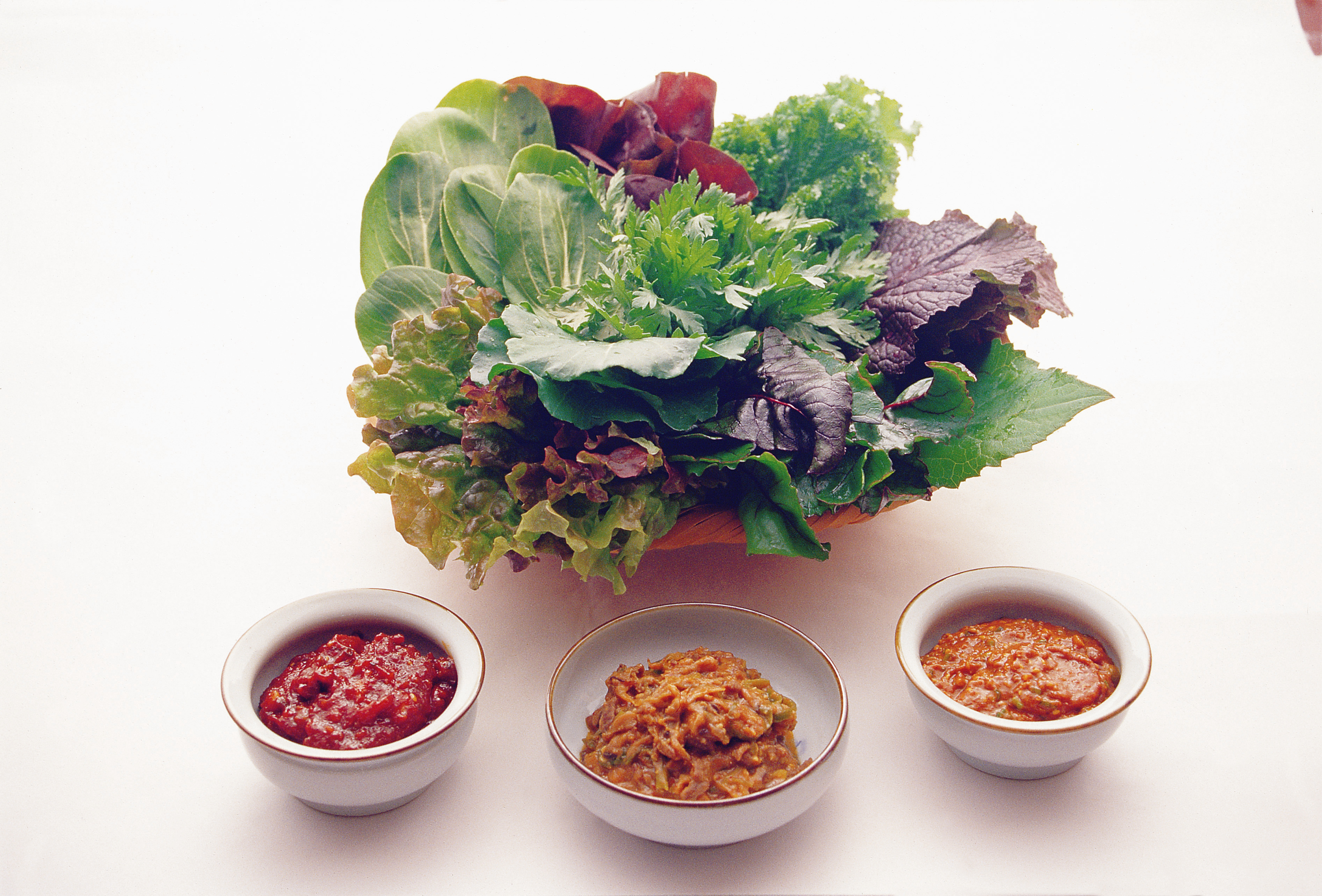
Овочі та начинки для ссам
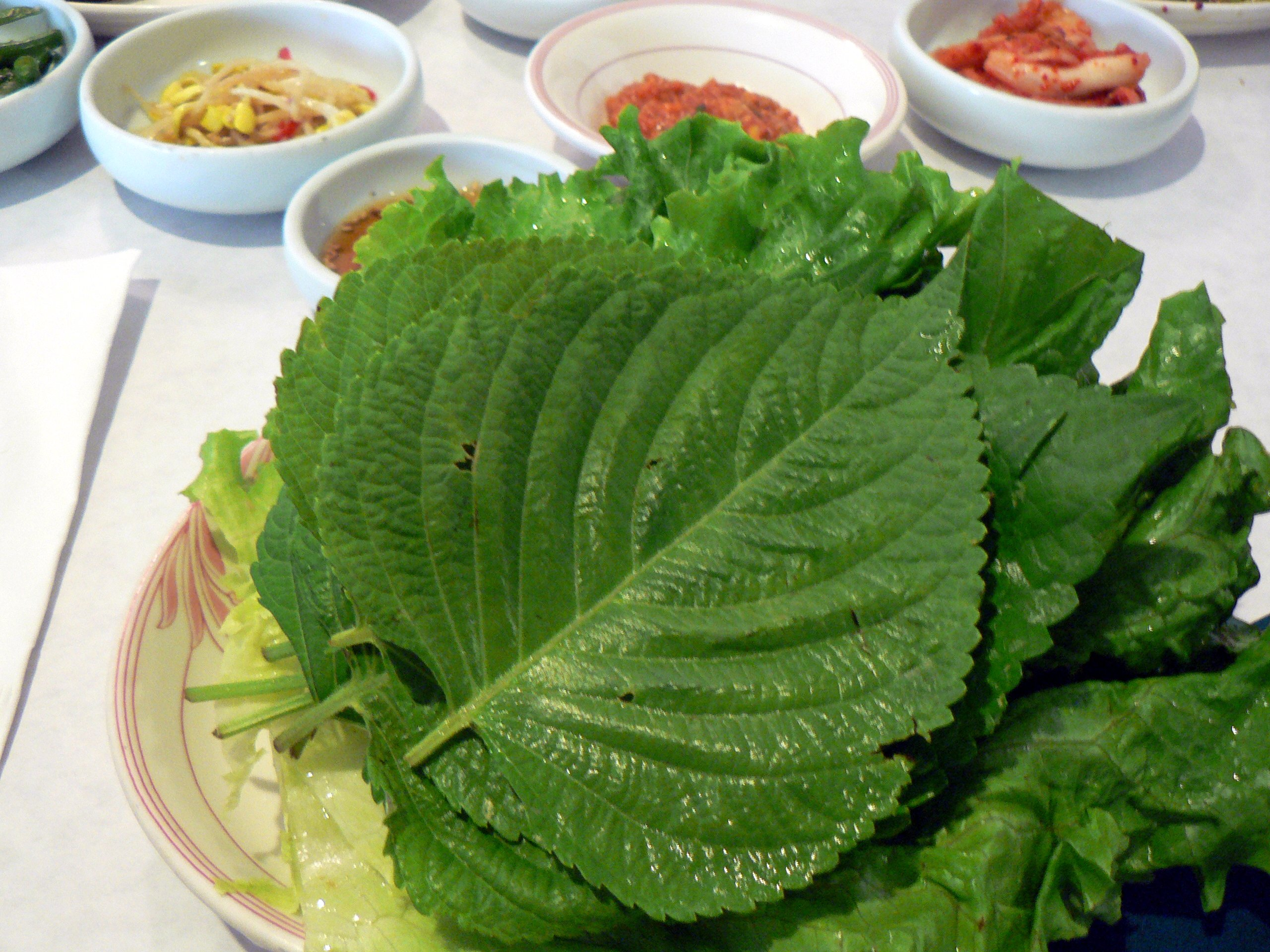
Листя, що використовуються для загортання страви
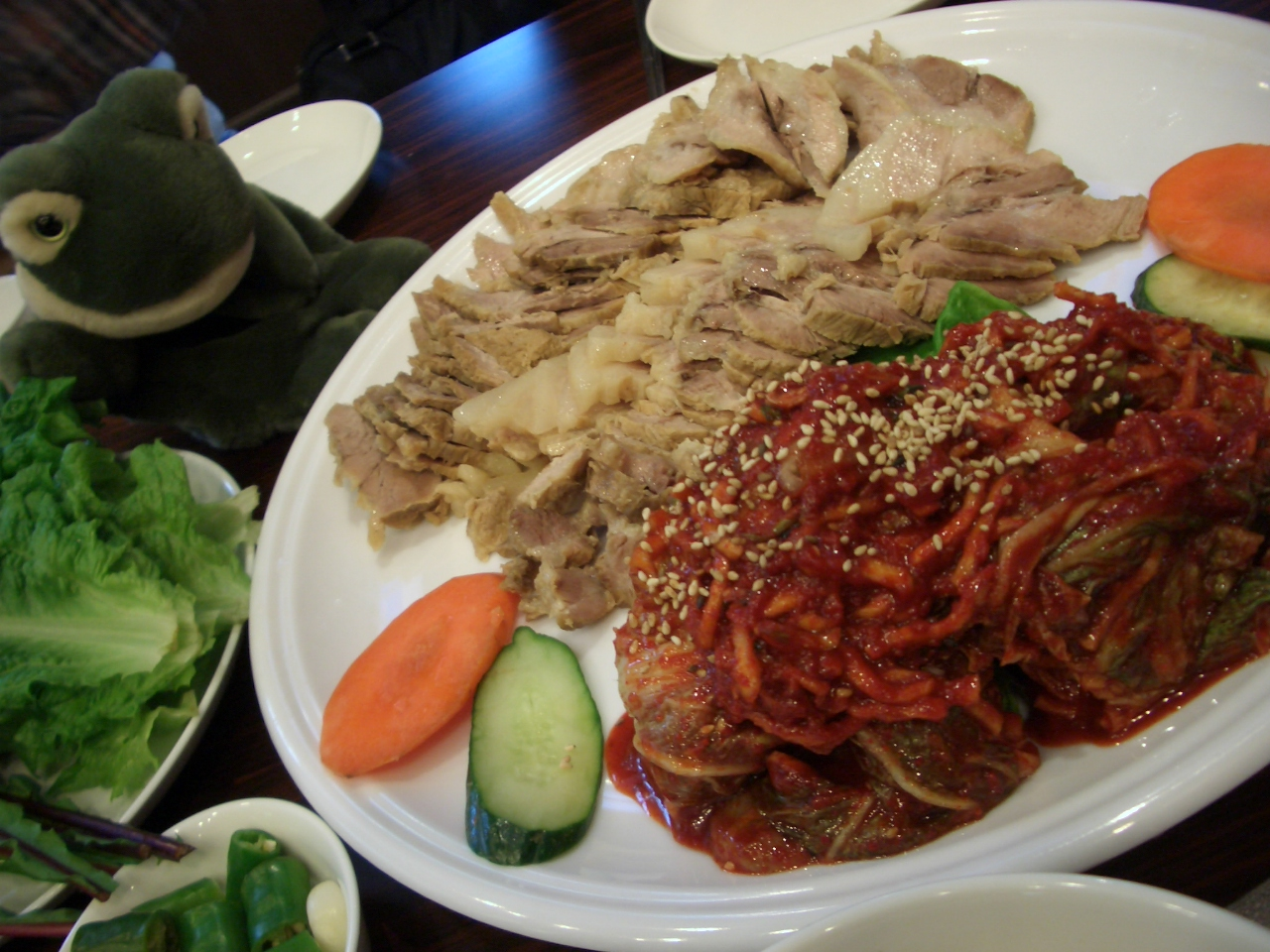
Начинка
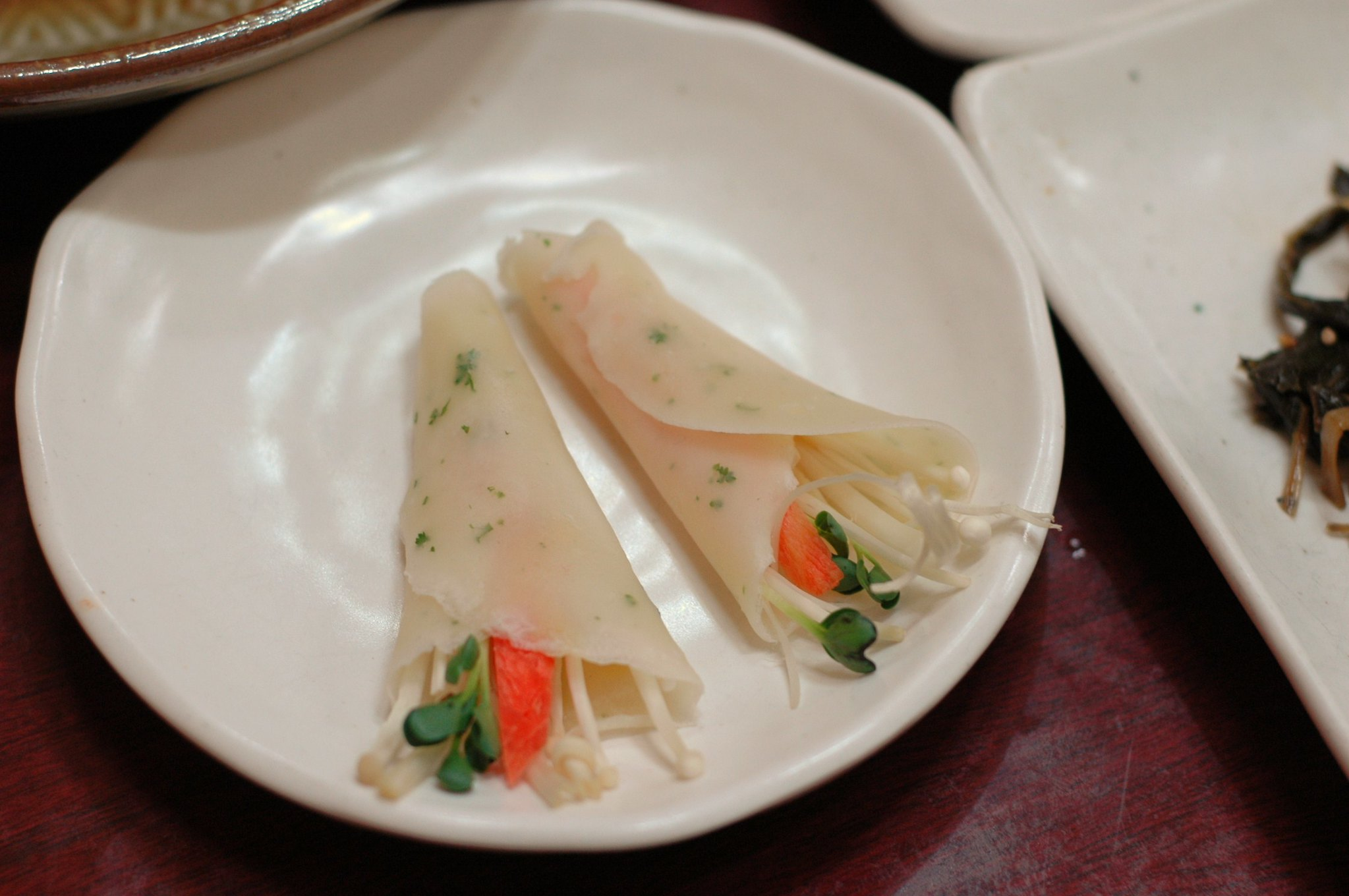
Ссам, обернутий тонкими млинцями
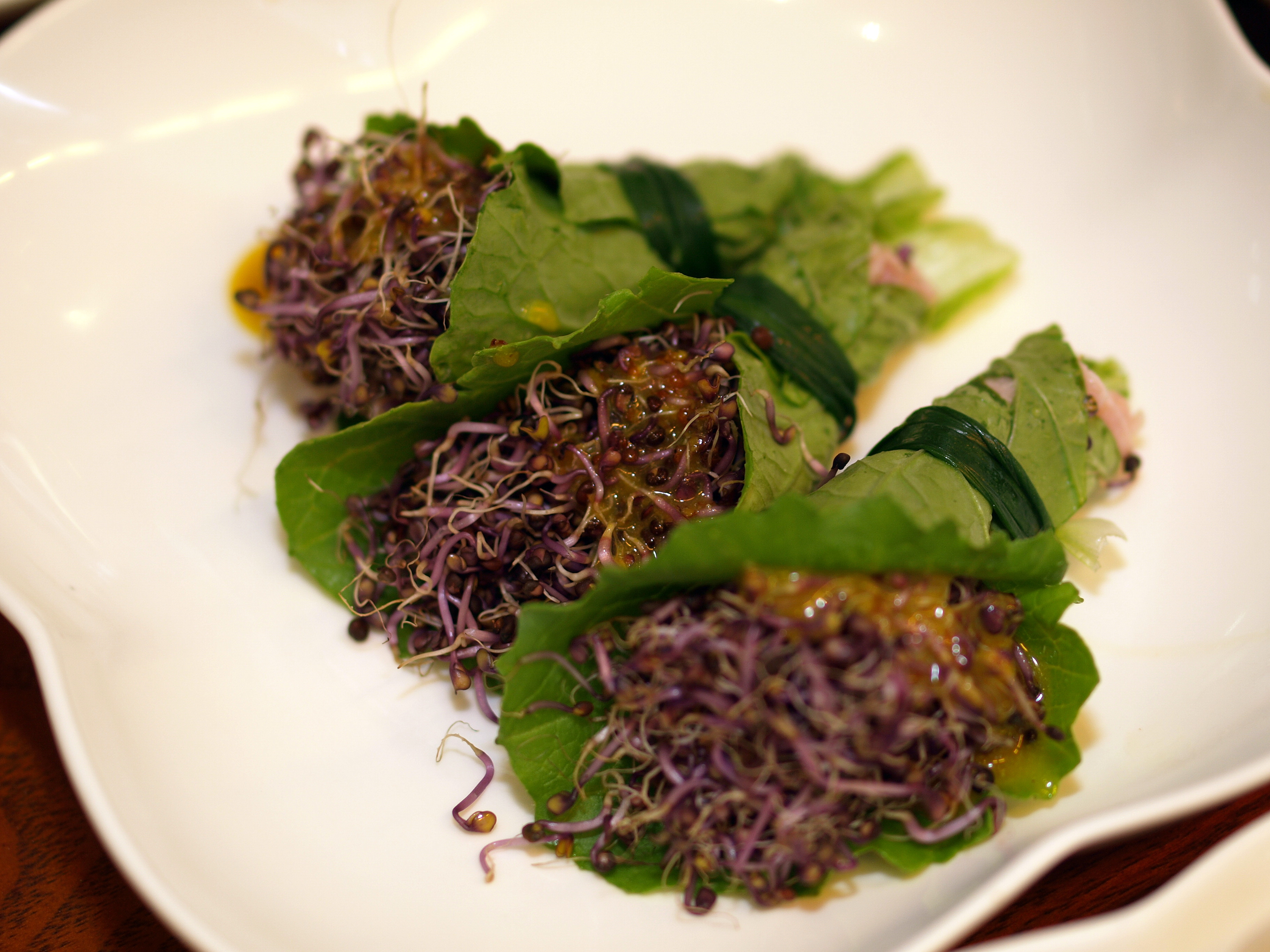
Ссам